# Copalnic, Maramureș
Copalnic este un sat în comuna Copalnic-Mănăștur din județul Maramureș, Transilvania, România.

## Istoric
Prima atestare documentară: 1405 (Kwzepsew Kopalnok). 

## Etimologie
Etimologia numelui localității: din n. top. Copalnic (< magh. kápolnok, pluralul de la kápolna „capelă"). 

## Demografie
La recensământul din 2011, populația era de 667 locuitori. 

## Monument istoric
- Biserica de lemn “Sf. Arhangheli Mihail și Gavril” (1735).